# 貝切尼鄉
45°23′N 26°47′E / 45.383°N 26.783°E
貝切尼鄉（羅馬尼亞語：Comuna Beceni, Buzău），是羅馬尼亞的鄉份，位於該國東南部，由布澤烏縣負責管轄，面積77平方公里，海拔高度233米，2007年人口4,720，人口密度每平方公里62人。